# 南洋勸業會

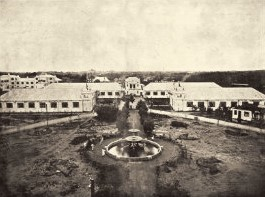
南洋劝业会正门

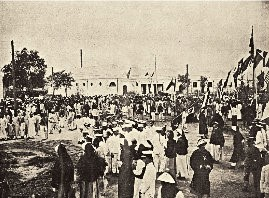
南洋劝业会盛景

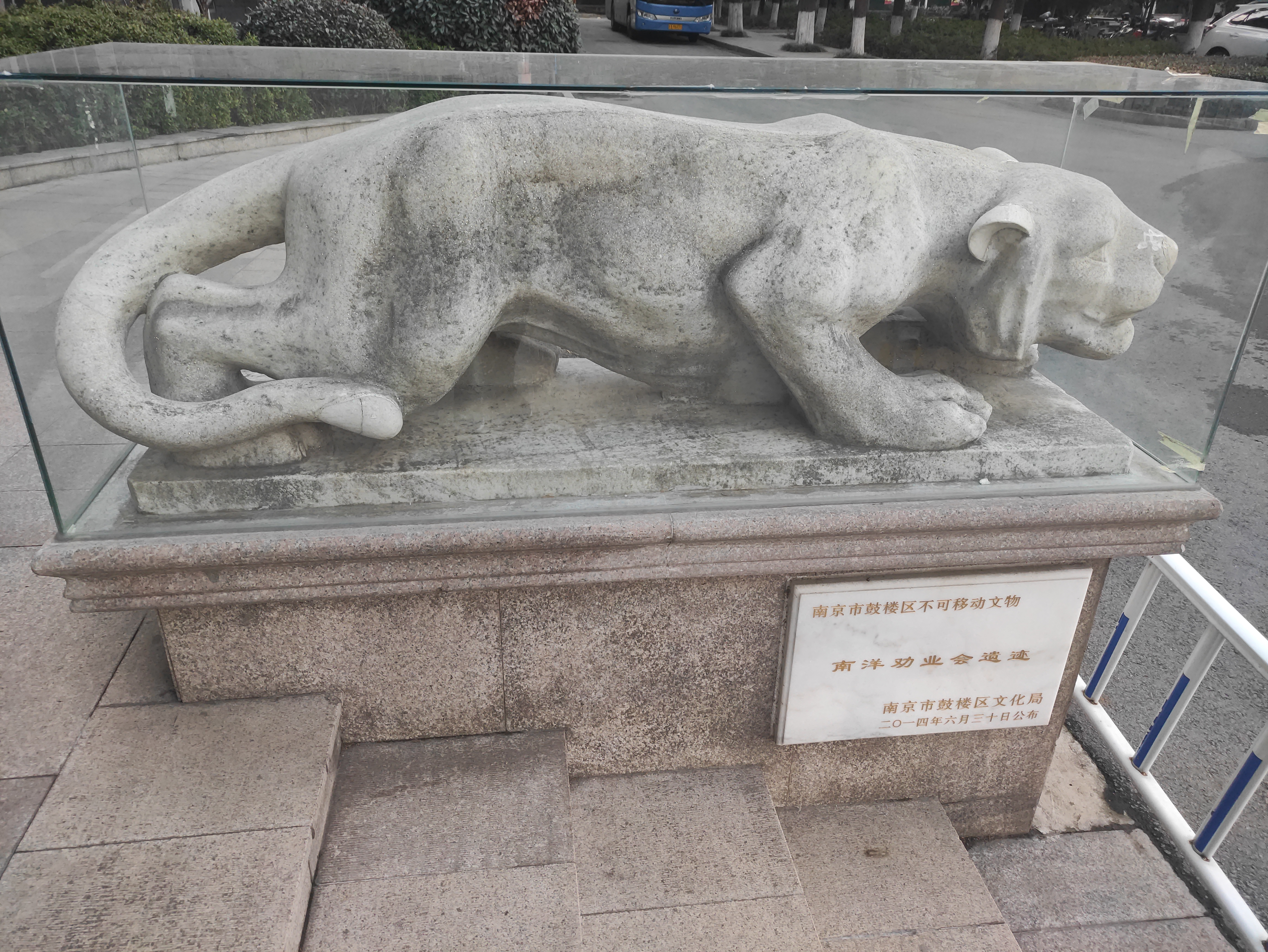
劝业会貔貅

南洋勸業會，全名南洋勸業博覽會，又稱江寧賽會，是中國最早的全國性博覽會，影響深遠。

## 历史
隨著近代工商業的發展，博覽會孕育發展起來。清光緒三十年(1904年)，南洋華僑實業家張振勳向朝廷捐銀20萬兩，並向慈禧建議在國內舉辦博覽會，獲准後受委派往南洋先行考察。兩江總督兼南洋通商大臣端方出洋考察歸來，兩度向朝廷奏請在江寧(今南京)舉辦勸業博覽會，“以振興實業，開通民智”，“開風氣而勸工商”，清光緒三十四年（1908年）得到朝廷准許。宣統元年（1909年），成立南洋勸業會事務所，委任候補道陳琪為坐辦，商科舉人向瑞琨為幫辦，太僕張振勳為會長，籌備勸業會。同年張人駿繼任兩江總督兼南洋大臣，擔任南洋勸業會會長。
经过两年的筹备，清宣統二年农历四月二十八日（1910年6月5日），南洋勸業會开幕，至十月二十八日（1910年11月29日）闭幕。
南洋勸業會展品種類豐富，展項主要分佈於教育、圖書、科學學藝器械、經濟、交通、採礦冶金、化學工業、土木及建築工業、染織工業、製作工藝、機械、電氣、農桑、絲業及蠶桑、茶業、園藝、林業之經營、狩獵、水產、飲食品、美術、衛生及醫藥附救濟、陸海軍及其用具與戰品、統計等行當，累計24部86門442類，約百萬展品(項目) 。
南洋勸業會研究會，以學者李瑞清為會長、實業家張謇為總幹事，組織專家研究會展，並在參會展品專案中評出一等獎66件，二等獎214件，三等獎426件，四等獎1218件，五等獎3345件，合計5269件獲獎。
參加南洋勸業會的海內外客商、觀眾約有30萬人。各類產品交易額約數千萬銀元。

## 体育赛事
賽會期間，舉辦了全國性第一屆運動會，因以學校為主代表各地參賽，故又稱全國學校區分隊第一次體育同盟會，簡稱全國學界運動會，比賽項目有田徑、足球、籃球、網球等。辛亥革命后，追认为第一届中华民国全国运动会。

## 会址
南洋劝业会址的一部现为南京工业大学丁家桥校区，而校内图书馆门口的一对石貔貅则被断定即当年南洋劝业会遗物。 而在附近有一“劝业村”据信也是缘于当年在此举行的南洋劝业会。
为增加旅游景点，清政府新辟丰润门，通往玄武湖，并在玄武湖设立五洲公园。
清政府在会址门口设宁省铁路车站劝业会站，会后改名为丁家桥站，1958年被拆除。
清政府还开辟了模范马路，是当时南京最宽阔、最现代化的马路。

## 影响
鲁迅、茅盾、叶圣陶、徐悲鸿、刘海粟、骆憬甫、史量才、郑逸梅、颜文梁等近代知名人士均曾到场参观。